# Rhinopoma microphyllum
Rhinopoma microphyllum — вид рукокрилих родини Підковикові (Rhinolophidae).

## Поширення
Країни проживання: Алжир, Бангладеш, Бенін, Буркіна-Фасо, Центрально-Африканська Республіка, Чад, Кот-д'Івуар, Джибуті, Єгипет, Еритрея, Ефіопія, Гана, Гвінея, Індія, Індонезія, Іран, Ірак, Ізраїль, Йорданія, Ліван, Ліберія, Малі, Мавританія, Марокко, М'янма, Нігер, Нігерія, Оман, Пакистан, Саудівська Аравія, Сенегал, Сьєрра-Леоне, Судан, Сирія, Того, Західна Сахара, Ємен. Записаний від рівня моря в Єгипті до 1200 м в Марокко. Вид посушливих районів, де опадів звично менше 300 мм і з рідкісною рослинністю. Це справжній вид пустелі, який пристосований до цього середовища проживання при наявності клапанних ніздрів. Спочиває в тріщинах, невеликих печерах, шахтах, підземних тунелях, колодязях, старих пам'ятниках та будівлях. Накопичує жир протягом осені і залишається активним протягом всього року.

## Загрози та охорона
Втручання людини в місця спочинку і використання пестицидів для сарани впливають на вид. Ймовірно, вид присутній на деяких охоронних територіях.